# Sipyloidea lutea
Sipyloidea lutea är en insektsart som beskrevs av Ludwig Redtenbacher 1908. Sipyloidea lutea ingår i släktet Sipyloidea och familjen Diapheromeridae. Inga underarter finns listade i Catalogue of Life.